# Lonicera olgae
Lonicera olgae är en kaprifolväxtart som beskrevs av Eduard August von Regel och Schmalh. Lonicera olgae ingår i släktet tryar, och familjen kaprifolväxter. Inga underarter finns listade i Catalogue of Life.